# Synthasen
Synthasen sind in der Biochemie Enzyme, die die Synthese eines bestimmten Stoffes katalysieren; der hergestellte Stoff wird im Namen explizit genannt. Synthasen haben keine eigene EC-Nummern-Zuordnung.
Seit 1984 umfasst der nomenklatorische Begriff der Synthase auch Enzyme, die eine Reaktion mit begleitender Hydrolyse eines Nukleosidtriphosphats (NTP) wie beispielsweise Adenosintriphosphat (ATP) katalysieren. ATP-verbrauchende Enzyme wurden vordem gesondert betrachtet und als Synthetase bezeichnet. Im Bedenken, dass nicht alle Biochemiker zwischen den Bedeutungen der einander ähnlichen Ausdrücke unterscheiden, enthalten die empfohlenen Namen seitdem anstelle von Synthetase den Namensteil Ligase. Die alten synonymen Namensformen dürfen jedoch weiter verwendet werden von Autoren, die diese Bedenken nicht teilen – auch bei Beteiligung anderer NTPs anstelle von ATP. Die gelegentlich zu findende Schreibweise Synthease kann als weiteres Synonym für Synthetase verstanden werden.
Beispiele für Synthasen sind die Citrat-Synthase (eine Transferase) oder die Argininosuccinat-Synthase (eine Ligase). Ligasen sind unter EC 6.-.-.- klassifiziert.